# Carmen Vallejo
Carmen Vallejo (La Plata, 26 de noviembre de 1922 - Buenos Aires, 20 de abril de 2013) fue una actriz y humorista argentina.
Inició su carrera artística en el teatro y posteriormente debutó en radio. Casada con el músico Oscar Alemán, se consagró con sus actuaciones en La Tuerca, Alta Comedia y Los Campanelli a lo largo de la década de 1960 y 1970. En sus últimos años participó en los ciclos televisivos Poné a Francella, Gasoleros y La niñera.
En 1999 fue homenajeada por el Senado de la Nación Argentina con el premio a la Trayectoria Honorable y en 2009, fue declarada Ciudadana Ilustre de la Ciudad de Buenos Aires. Para ese momento, contaba con más de 100 programas televisivos y sesenta obras de teatro en su haber.

## Biografía

### Infancia y primeros años
Rufina Carmen Vallejo nació en La Plata como la hija de Carmen Rosa y Santiago Vallejo. A los 8 años, descubrió que quería ser actriz «cuando cantaba en los actos del colegio. Mi escuela me prestaba a otras escuelas y siempre me pedían de una de curas que hay en La Plata, San Vicente de Paul, para que les cantara a los chicos pupilos los fines de semana. Armaban shows y luego pasaban una película, que era siempre la misma: Queremos cerveza (1933)».
Finalmente, decidió abandonar la escuela secundaria para tomar clases de arte escénico, literatura y declamación, donde su profesora, Cándida Santamaría de Otero San Martín, la eligió entre muchas otras niñas para representar varias piezas de teatro. En su niñez, fue requerida por varias escuelas para que se desempeñara como cantante, interpretando temas musicales como «Si soy así» y presentándose como la «niñita Carmencita».

### Locución y comienzos profesionales
Alentada por su familia, se inscribió en un concurso nacional de locución representando a la provincia de Buenos Aires y fue elegida «La Mejor Voz Femenina de 1941»; además recibió una medalla de oro y un contrato laboral, por lo que comenzó a trabajar como locutora en Radio El Mundo. A partir de ese contrato, pudo comenzar a desempeñarse en otras emisoras como Radio Splendid y Belgrano (antiguamente llamada LR3) y continuó representando obras teatrales con su profesora, entre ellas Canción de primavera, donde trabajó gratis.
Durante una de sus locuciones en Radio Argentina, fue convocada para participar como «damita joven» en varios radioteatros como integrante de las compañías de Antuco Telesca y Malvina Pastorino, esposa de Luis Sandrini, a quien definió como una «gran amiga». En sus comienzos teatrales acompañó a figuras del espectáculo como Olinda Bozán, Pierina Dealessi, Pepita Muñoz o Francisco Canaro y en 1944, conoció al músico Oscar Alemán, con quien contrajo matrimonio y tuvo una hija: India Morena Alemán (n. 24 de marzo de 1949).
En 1951 debutó en cine, dirigida por Fernando Bolín, en la película cómica Pocholo, Pichuca y yo e incursionó en uno de los primeros ciclos televisivos argentinos titulado Una comedia cómica de terror, por Canal 7 (hoy Televisión Pública). Su carrera cinematográfica es breve, pero llegó a participar en ocho películas, entre ellas Un viaje de locos, Crecer de golpe, 18-J, Luisa, entre otras. En 1964, fue dirigida por Edgardo Borda en Mis hijos y yo, con la protagonización de Marta González y guiones de Hugo Moser.

### Consagración en televisión y teatro
Luego de actuar en el medio televisivo con Osvaldo Pacheco, fue contratada en 1965 para protagonizar uno de sus programas más destacados: La tuerca, considerado uno de los ciclos cómicos de TV argentinos más exitosos, el cual coprotagonizó con Nelly Láinez, Vicente Rubino, Tino Pascali, Gogó y Tono Andreu, Rafael Carret, Guido Gorgatti y Julio López, hasta 1974; en 1970, el ciclo obtuvo un premio Martín Fierro como «mejor programa cómico». Los libretos estaban a cargo de Juan Carlos Mesa y Carlos Garaycochea.
Participó de 58 obras teatrales, entre ellas Tangolandia (1957), con autoría de Ivo Pelay en el Teatro Presidente Alvear; Medio mundo (1966), con Julio López; El conventillo de la Paloma, una de las más reconocidas obras clásicas que fue llevada a muchos medios como el cine; Estrellas; El mucamo de la niña, con Luis Sandrini; Qué noche de casamiento, con Francisco Charmielo; Las chicas ya tienen novios, con Enrique Serrano y Leonor Rinaldi; Tangolandia, con Francisco Canaro e Ivo Pelay; Picnic, con Selva Alemán y Arturo Puig, entre otras. Sin embargo, trabajó con mayor frecuencia en televisión, medio en el que incursionó en más de 100 programas televisivos como Alta Comedia (1965), con Narciso Ibáñez Menta; La ley del amor, por Telefé; Amelia no vendrá, No todo es noticia, Regalo del cielo, Tal para cual, Atreverse, Matrimonios y algo más, Los Campanelli, Variaciones, para Casanova Producciones; Yo quiero a Lucy, donde dobló la voz de la actriz estadounidense Lucille Ball, etc.
Entre 1974 y 1975, actuó con una participación especial en Somos hombres y algo más, con Rodolfo Bebán y Arnaldo André en el Teatro Provincial de Mar del Plata; mientras que de 1981 a 1983 estuvo presente en la segunda versión de La tuerca, ya a color, donde se desempeñó también como imitadora de la exmandataria María Estela Martínez de Perón. Contratada por la compañía Proartel, interpretó a Pepita en compañía de Darío Vittori en el ciclo Las chancletas de papá, de 1984. Un año después, en 1985, incursionó como María en el ciclo de TV Duro como la roca, frágil como el cristal, donde un arquitecto (Pablo Alarcón) debe atravesar el amor y la soberbia a lo largo de la serie. Después de 10 años sin actividad cinematográfica, cumplió una labor secundaria en Cuidado, hombres trabajando, comedia dramática dirigida por Néstor Cosentino.
Por Canal 9, fue contrafigura de Germán Kraus en Regalo del cielo (1993), secundó a Luisina Brando en No todo es noticia (1996) y en el mismo año, fue parte de la serie de género romántico El último verano, con Osvaldo Laport y Araceli González. Durante su larga trayectoria actoral, recibió una gran diversidad de premios y reconocimientos como la Medalla de Oro del Fondo Nacional de las Bellas Artes, el premio a la Mejor Actriz de 1982, la Estrella de Mar (Mar del Plata), el premio Carlitos (Carlos Paz), el ADEPRA a la Trayectoria Honorífica de la Comisión de Cultura del Senado de la Nación Argentina y el premio 9 de Oro de Canal 9, entre otros. En 2005, estuvo nominada en los premios Martín Fierro en la categoría de Actriz de Reparto en Comedia y en 2007 recibió el premio Florencio Sánchez a la Trayectoria.

### Últimos años
En 1998, acrecentó su popularidad con el programa de televisión Gasoleros, que fue galardonado al igual que algunos integrantes del elenco como Mercedes Morán. En 1999, fue homenajeada en el Salón Azul del Congreso durante la ceremonia de los premios Podestá, donde participaron otros relevantes artistas que también recibieron diplomas y distinciones. En 2004, se desempeñó como guionista en el ciclo Aloe y colaboró en la película 18-J, basada en el atentado a la AMIA ocurrido en 1994.
De sus últimas actuaciones se destacaron sus participaciones como una abuela jovial y graciosa en los programas Poné a Francella y La niñera, con Florencia Peña, los cuales alcanzaron altos niveles de audiencia. En 2009, protagonizó Rosa, violeta y celeste, por Canal 7, componiendo el personaje de Rosa, una mujer de edad avanzada que acompaña a las caracterizaciones de Leonor Benedetto y Agustina Cherri. En el mismo canal realizó un breve papel para Variaciones, junto a su hija y su yerno interpretando a Francisca.
Durante todo el mes de septiembre de 2009, se presentó en el Jazz Voyeur Club con un unipersonal llamado Vení que te cuento... la historia de mi vida, donde relató su trayectoria y anécdotas acompañada por su nieta Jorgelina Alemán, Jorge Moya y Daniel Cossarini. En un reportaje al diario La Nación, comentó sobre ese show: 

«Necesitaba que toda mi vida sea conocida por el público y, en lugar de escribir un libro de memorias, decidí hacer un resumen que, desde el escenario, hablase de todos los momentos gratos, y también ingratos, que tuvo mi carrera. Fueron muchos años de estar en los escenarios, en los estudios de radio y de televisión y en los sets de rodaje. Quiero relatar todos esos recuerdos, que tengo muy fijos en mi cabeza, entre canciones, música y fotografías, mi largo camino artístico. Además hay que aclarar que no estaré atada a un guion».
Carmen Vallejo.

En noviembre de 2009, la Legislatura porteña la declaró Ciudadana ilustre de la Ciudad de Buenos Aires en el Salón Dorado Hipólito Yrigoyen del Parlamento local. Pasó sus últimos años retirada de la actividad, residiendo con su hija y yerno en Buenos Aires y pocas noticias se supieron de la actriz durante ese período, aunque en octubre de 2010 su hija Selva comentó al diario El Popular: «Recibí varias ofertas, una para actuar en Mar del Plata y otra en Córdoba, pero por razones familiares, porque mi mamá está grande y no se siente bien, prefiero quedarme a acompañar a mi familia.» En 2012, Vallejo fue reconocida junto a otros 70 artistas mayores de ochenta años por SAGAI en el Teatro Tabarís.
Falleció en la madrugada del 20 de abril de 2013 a los 90 años en la Ciudad de Buenos Aires. Por deseo de su familia, no se realizó velatorio y sus restos fueron trasladados al Panteón de Actores del cementerio de la Chacarita en una íntima ceremonia.

## Vida privada
Estuvo casada en una sola oportunidad, con Adolfo Juan Giorno; de dicha unión nació su primera hija Selva —también actriz— en 1944. Luego, permaneció en pareja con el guitarrista y compositor de jazz Oscar Alemán, desde 1944 hasta 1955, con quien tuvo a India, quien actualmente se desempeña como psicóloga. Una de sus nietas, Jorgelina, es cantante de blues y su yerno es el actor Arturo Puig.

## Valoración e influencia
Hasta su muerte, fue considerada una de las figuras del espectáculo más apreciadas y legendarias de Argentina como así también un ícono de la televisión local. La revista Caras, en 1994, definió a Vallejo y a su hija como «dos generaciones de ternura» y el diario Clarín comentó: «Es una mueca de gracia y un arcón de recuerdos que tiene un humor envidiable».
La revista Pájaro de fuego, publicó en 1981: «...algunos actores, como la actriz que hace de turca —Sofía (Carmen Vallejo)—, nos hicieron reír también a nosotros, aunque estoy de acuerdo con que la gente mayor se divirtió mucho más». Criterio, de Editorial Surgo, la calificó junto con Tina Serrano como dos actrices «convincentes». Otros medios gráficos se refirieron a ella como una «actriz veterana de primer nivel».
Una sala con su nombre fue inaugurada en 2011 en la escuela de Ricky Pashkus en La Plata.

## Filmografía

### Cine
- El grito en la sangre (2012)
- Luisa (2009)
- La velocidad funda el olvido (2006)
- 18-J (2004)
- Cuidado, hombres trabajando (inédita - 1986)
- Crecer de golpe (1976)
- Clínica con música (1974)
- Un viaje de locos (1974)
- Convención de vagabundos (1965)
- Pocholo, Pichuca y yo (1951)

## Premios y nominaciones
| Año  | Premios               | Categoría                          | Programa  | Resultado |
| ---- | --------------------- | ---------------------------------- | --------- | --------- |
| 2005 | Premios Martín Fierro | Mejor actriz de reparto en comedia | La niñera | Nominada  |